# 保利努内维斯
保利努内维斯是巴西马拉尼昂州的一个市镇。总面积979.341平方公里，总人口12088人，人口密度12.3人/平方公里。